# Faubourg de Bruxelles (metroul ușor din Charleroi)
Faubourg de Bruxelles este ultima stație a liniei spre Gosselies a metroului ușor din Charleroi.

## Caracteristici
Stația este prevăzută cu trei linii de tramvai înfundate, care permit ramelor să staționeze și să efectueze rebrușarea spre Charleroi. Liniile sunt delimitate de un peron central înălțat și de un unul lateral jos, care servește și ca peron comun pentru autobuzele care opresc în stație. Aparatele de cale asigură racordarea la bucla ce parcurge Gosselies în sensul acelor de ceasornic.
Vechea clădire a SNCV a fost renovată și servește astăzi drept sală pentru casele de bilete ale stației. Clădirea găzduiește și diferite servicii ale TEC Charleroi. 
În imediata vecinătate a stației a fost amenajată o parcare P+R cu 26 de locuri.

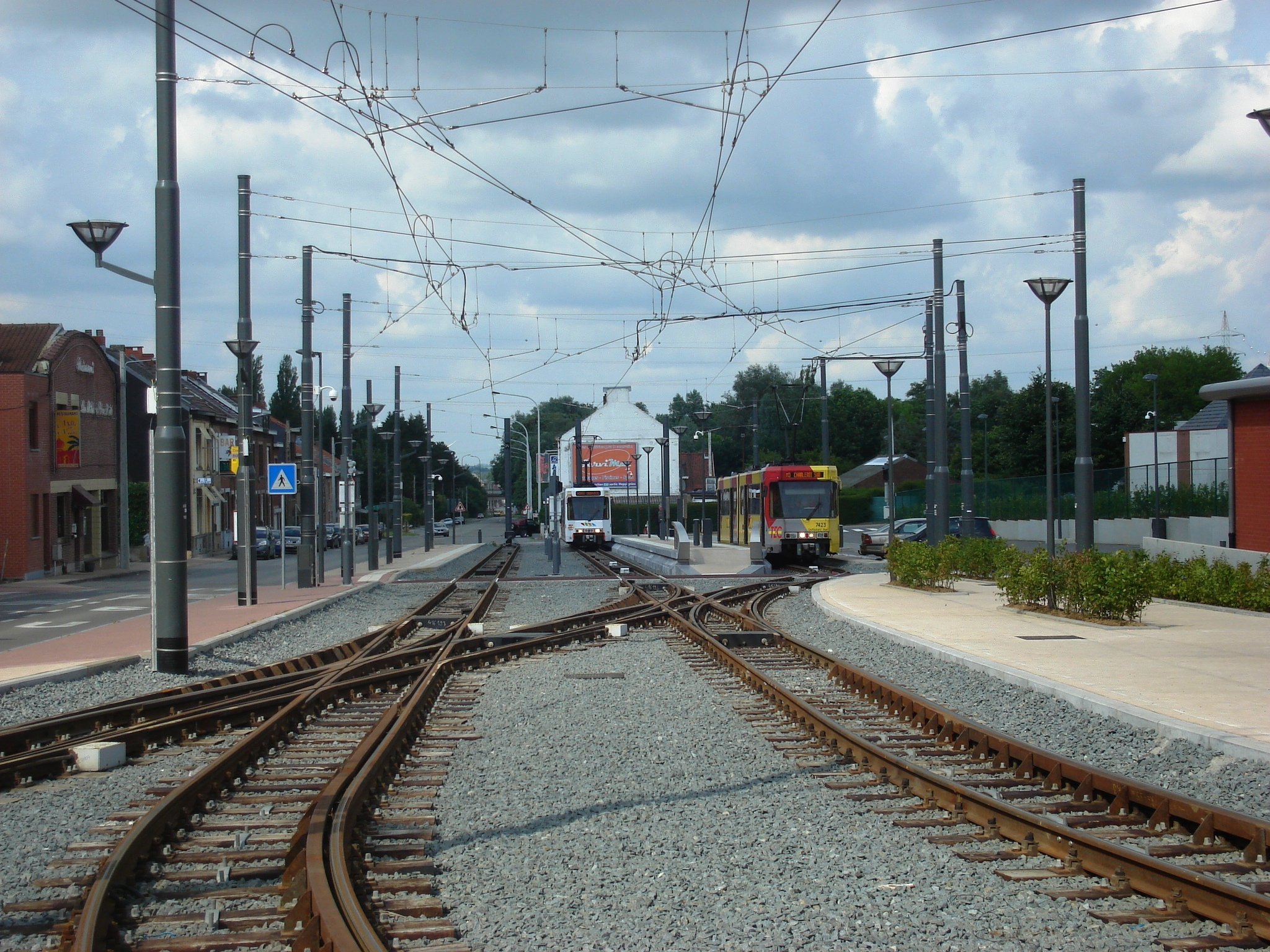
Stația terminus a liniei M3, vedere generală.
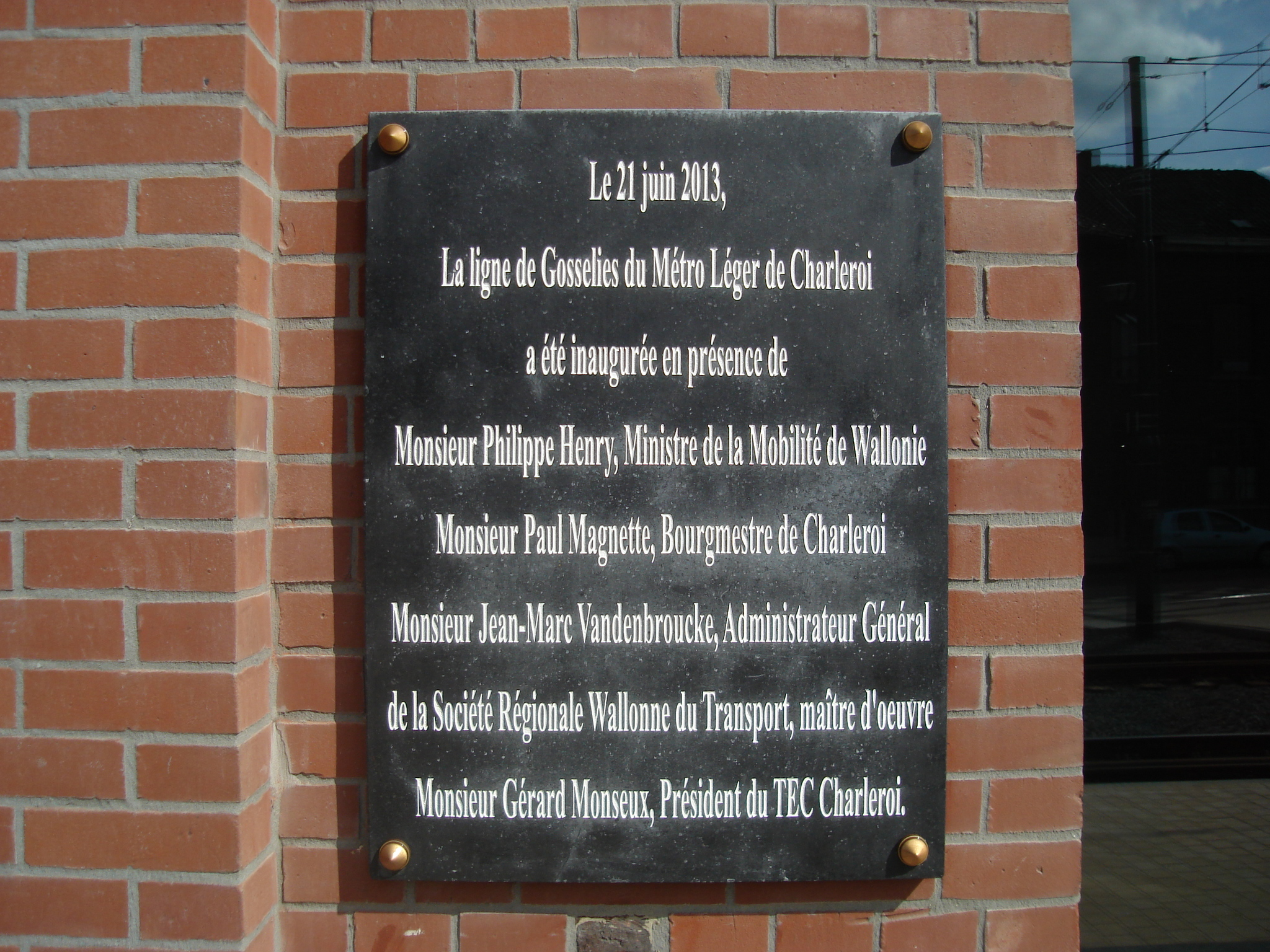
Placă comemorativă a inaugurării liniei M3.